# Philodromus cammarus
Philodromus cammarus är en spindelart som beskrevs av Rossi 1846. Philodromus cammarus ingår i släktet Philodromus och familjen snabblöparspindlar. Inga underarter finns listade i Catalogue of Life.